# Cwietocznaja
Cwietocznaja (ros. Цветочная) – towarowa stacja kolejowa w miejscowości Petersburg, w Rosji.

## Historia
W 1902 powstał tu posterunek odstępowy o nazwie Cwietocznyj Post (ros. Цветочный Постъ). Później zbudowano w jego miejscu stację.
10 marca 1918, o godz. 22:00, ze stacji Cwietocznaja wyruszył do Moskwy pociąg specjalny z członkami rządu Rosji Sowieckiej z Włodzimierzem Leninem na czele, którzy przenosili swoją siedzibą, a tym samym stolicę państwa do Moskwy. Położona na uboczu stacja została wybrana ze względów bezpieczeństwa i chęci utrzymania przejazdu w tajemnicy w obawie przed zamachem.

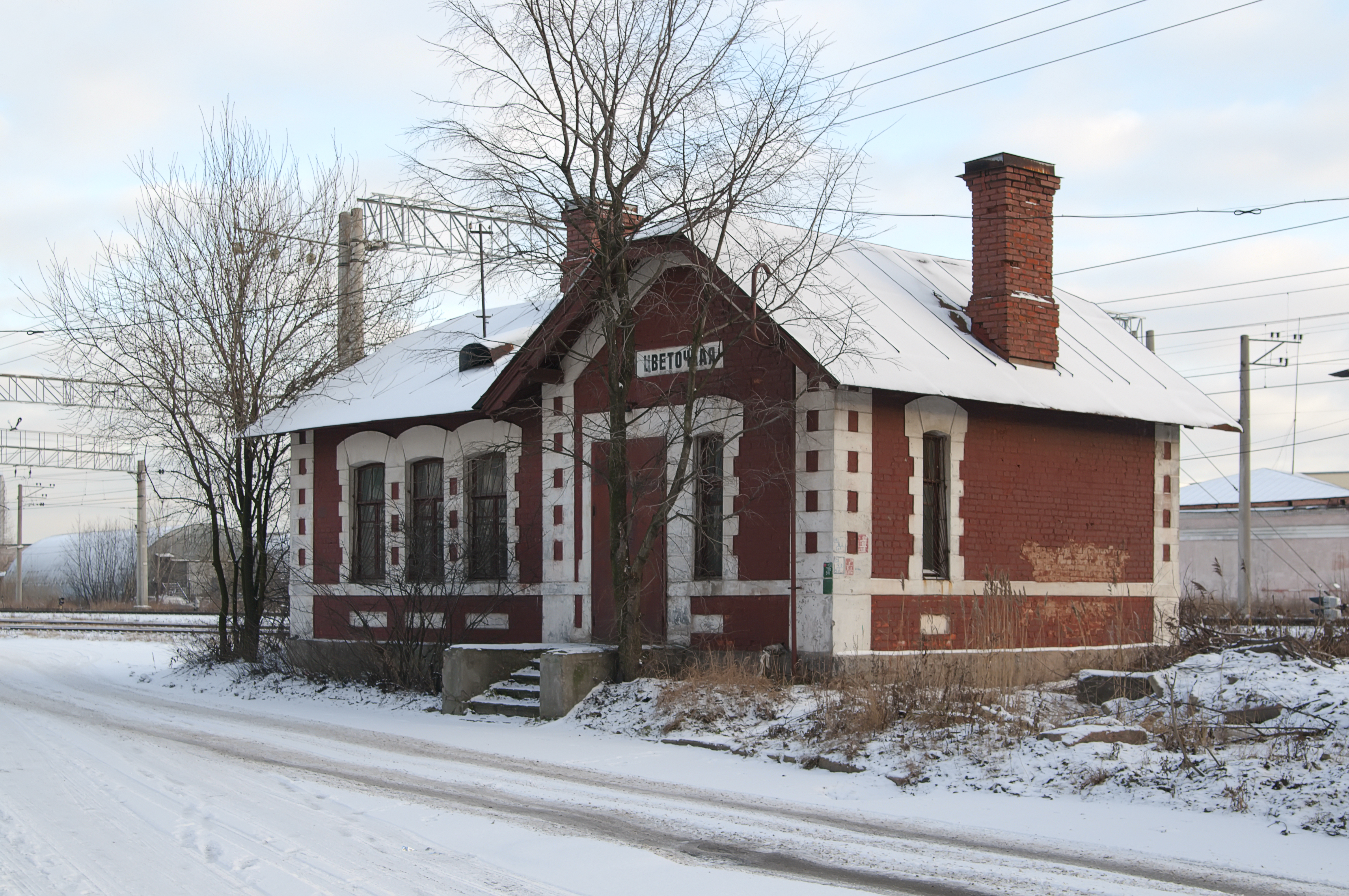
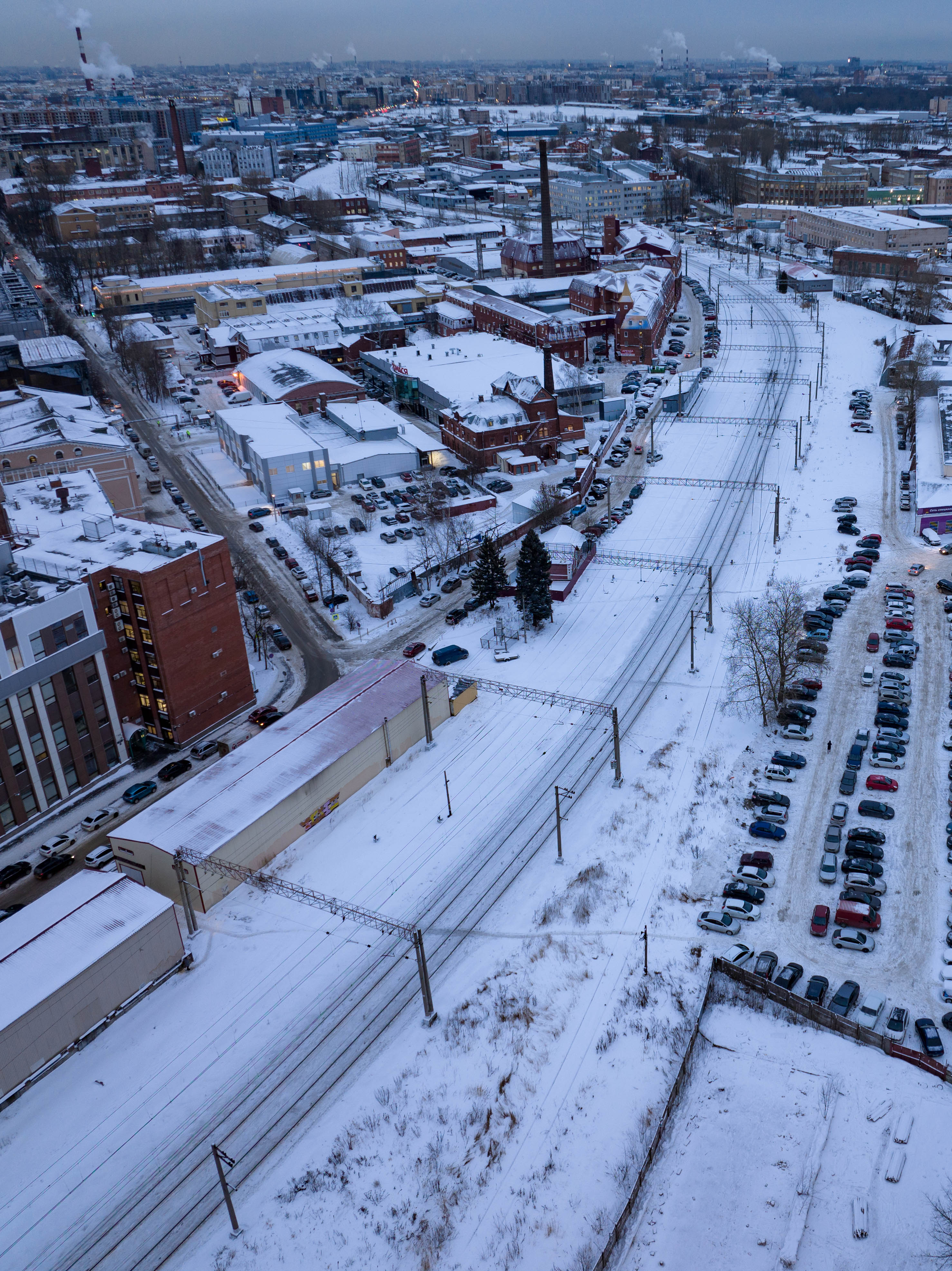
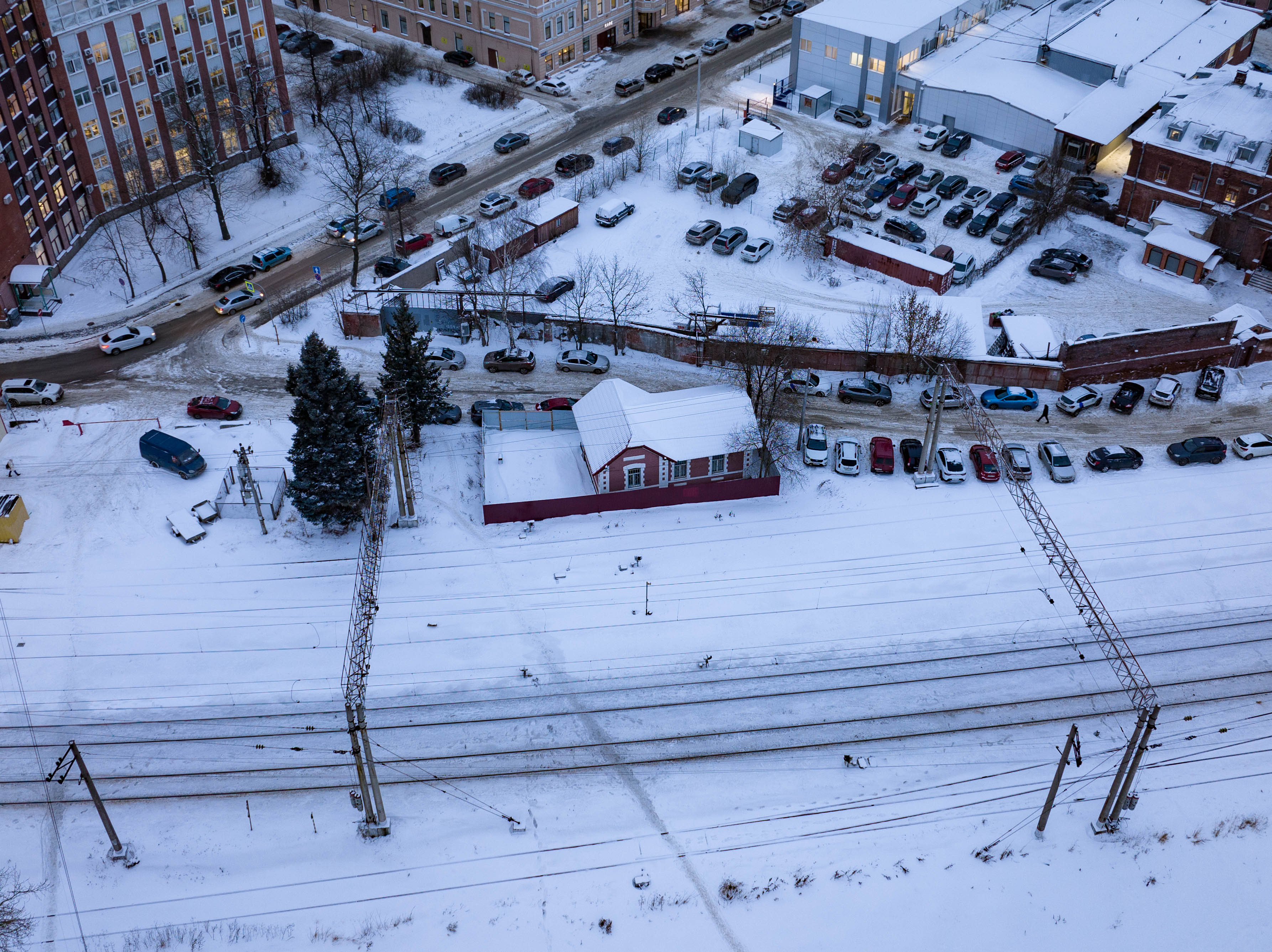